# Филофросине
Филофросине — естественный спутник Юпитера.

## Открытие
Филофросине был обнаружен 6 февраля 2003 года группой астрономов из Гавайского университета под руководством Скотта Шеппарда. При открытии он получил временное обозначение S/2003 J 15. Более поздние наблюдения не смогли вновь найти спутник и он считался потерянным вплоть до 2016 года, когда группа Шеппарда вновь его зафиксировала.
9 июня 2017 года открытие было признано МАС и спутник получил постоянный номер Jupiter LVIII, но так и остался безымянным. В феврале 2019 года первооткрыватели организовали в Твиттере сбор предложений по наименованию открытых ими спутников.
20 августа 2019 года спутнику было присвоено название Филофросине, в честь персонажа древнегреческой мифологии Филофросины — дочери Гефеста и Аглаи, внучки Зевса.

## Орбита
Филофросине совершает полный оборот вокруг Юпитера на расстоянии в среднем 22 627 000 км за 689 дней, 18 часов и 29 минут. Орбита имеет эксцентриситет 0,1910. Наклон ретроградной орбиты против плоскости Лапласа 146,5°. Принадлежит к группе Ананке.

## Физические характеристики
Диаметр Филофросине составляет в среднем около 2 км. Плотность оценивается 2,6 г/см³. Предположительно состоит из силикатных пород. Очень тёмная поверхность имеет альбедо 0,04. Звёздная величина равна 23,5m